# Teatro dos Estudantes da Universidade de Coimbra
O Teatro dos Estudantes da Universidade de Coimbra, ou simplesmente TEUC MHIH, é um grupo teatral da Universidade de Coimbra.

## O início
A primeira apresentação pública do TEUC (Teatro dos Estudantes da Universidade de Coimbra) realizou-se em 27 de Julho de 1938, ainda com a designação de Grupo Cénico da Secção de Fado Académico de Coimbra, no contexto de uma noite vicentina que compreendia a ''Farsa de Inês Pereira'', o quadro Todo o Mundo e Ninguém do Auto da Lusitânia, o quadro Os Quatro Irmãos da Farsa do Juiz da Beira e a Súplica de Cananeia, com encenação do Professor Paulo Quintela.

## Os primeiros 30 anos
Durante os seus primeiros 30 anos de existência, a actividade do TEUC foi marcada pela direcção artística do Professor Paulo Quintela, tendo durante esse período sido encenados autores do Teatro Clássico Grego, como Eurípides, Sófocles e Ésquilo, clássicos do Teatro Mundial como Molière, Goethe e Calderón de La Barca, autores modernos como Tchekov e García Lorca, e, finalmente, autores portugueses, desde Luís de Camões a contemporâneos como Miguel Torga, Raul Brandão e José Régio. Mas estas três décadas foram marcadas sobretudo pela representação de numerosos textos do chamado «pai» do teatro português, Gil Vicente. No final da década de 40 e início da década de 50, o TEUC assumiu também o forte empreendimento de levar as suas peças ao público lusófono além-fronteiras, desde África até ao Brasil, dinamizando as relações culturais entre Portugal e estes povos.

## Do final dos anos 60 ao 25 de Abril
A partir da última metade da década de 60, a orientação artística do grupo sofre uma grande mudança, marcada pelo trabalho com novos encenadores, como Luís de Lima e Júlio Castronuovo, e o nascimento de uma secção dentro do TEUC vocacionada para o teatro infantil, responsável por uma prolífera actividade que se estende pelas décadas de 70 e 80, em prol de um público jovem, mas tão carente de produtos artísticos como o adulto.

## O 25 de Abril
Com a chegada do 25 de Abril, termina um período marcado pela censura e pela tentativa de tornear as limitações por ela impostas; é altura de fazer chegar a todo o público a ideia de concretização da liberdade, através do teatro de intervenção social: Portugal com P de Povo, Arraia Miúda, A Excepção e a Regra; é altura de levar à cena autores polémicos como Bertolt Brecht e Dario Fo, de experimentar novas formas de linguagem com encenadores como Fernando Gusmão, José Oliveira Barata e Adolfo Gutkin. Também a formação assume um papel crucial neste período, assumindo-se como a base imprescindível de qualquer actividade criativa.

## A década de 80
A década que se segue é caracterizada pelo experimentalismo e aposta em propostas diferentes do que se fazia até então, em encenações de Adolfo Gutkin, Ricardo Pais, Andrzej Kowalsky, Rogério de Carvalho e Manuel Sardinha, entre outros. Encenam-se autores que nunca tinham aqui sido abordados: Enrique Buenaventura, Alberto Adelach, Frank Wedekind, Boris Vian, Cervantes, Marguerite Duras, August Strindberg.
Também data desta altura a edição da então única revista de teatro em Portugal – a TeatrUniversitário – e a criação da Semana Internacional de Teatro Universitário (SITU), que reuniu em Coimbra o teatro universitário que se fazia pela Europa, e simultaneamente divulgou o teatro português extra fronteiras.
A 16 de Julho de 1988 foi feito Membro-Honorário da Ordem do Infante D. Henrique.

## A década de 90 e depois
O início da década de 90 é marcado pela apresentação de espectáculos que se tornaram uma referência no panorama do teatro português de então: ''Platonov'', de Anton Tchekov, encenado por Rogério de Carvalho, Grupo de Vanguarda, de Vicente Sanches, encenado por Ricardo Pais, India Song, de Marguerite Duras, encenado por Manuel Sardinha.
A actividade prossegue com novos criadores, alguns dos quais realizam no TEUC as suas primeiras encenações (Jorge Fraga, Paulo Castro, João Grosso, José Neves, Tiago Torres da Silva) mantendo-se o contacto com outros que já aqui haviam encenado: Rogério de Carvalho, Manuel Sardinha. Trabalham-se autores bastante conhecidos do público, como António Patrício, Luigi Pirandello, Federico García Lorca e Peter Handke, outros ainda pouco divulgados entre nós, como Fernando Arrabal e Clarice Lispector, e novos valores da escrita portuguesa, como Jacinto Lucas Pires.
Como segunda produção de 2002, foi levada à cena Talk the Talk and the Jay, de Pedro Malacas, um espectáculo de criação colectiva. Passados quinze anos desde a última apresentação de uma criação colectiva do TEUC, este espectáculo surgiu como um desafio, conduzindo o grupo a viver uma experiência teatral há muito relegada.
Em 2003 da necessidade de afirmar o Teatro Universitário como teatro de valor social e crítico surge Tiago Rodrigues, jovem encenador e actor com experiência internacional, para encenar Calígula de Albert Camus.
Como exercício final do Curso de Formação Teatral de 2003-2004, o TEUC explorou, no primeiro semestre de 2004, o texto O Rinoceronte de Ionesco e apresentou o espectáculo Rinocerontes, encenado por Manuel Sardinha.
No segundo semestre do mesmo ano, o TEUC apresentou O Teatro Ambulante Chopalovitch de Lioubomir Simovitch, com encenação de Pedro Matos.
Em 2005 o TEUC levou à cena Os Homens das Latas de Edward Bond com encenação de Luís Mestre.
No primeiro semestre de 2006, o TEUC levou à cena Ensaio Antígona uma adaptação do original de Sófocles com encenação de A. Kowalski como exercício final do Curso de Formação Teatral de 2005-2006.
Hamlet, de William Shakespeare, encenado por Nicolau Antunes, foi à cena no Teatro Académico Gil Vicente no final de 2006 e início de 2007.
O Projecto Müller, encenado por Ricardo Correia, foi apresentado no Teatro de Bolso em Março de 2007 e no XI Ciclo de Teatro Universitário da Beira Interior, tendo sido galardoado com o prémio do júri.
Em 2007, novo Curso de Formação Teatral do TEUC, que culmina com O sonho de Agust Stringberg, com encenação de Pedro Matos.
Já em 2008, os 70 anos do TEUC impuseram celebração à medida daí que se repunha O Fazedor de Teatro, e A Cantora Careca trazia o teatro do absurdo pela mão de António Duraes.
O apogeu aconteceu com o almoço dos 70 anos onde se reuniram diferentes gerações do TEUC em partilha de experiências, do carinho por esta casa e do gosto pelo teatro. É durante três dias de comemoração que é apresentada Oresteia: Fragmentos de Agamemnon e Coeforas, onde se condensaram três meses de trabalho intenso com Rogério de Carvalho numa busca pela essência da tragédia.
2009 chegou com a aventura de Popo, esse reino fantástico mas estranhamente pequeno que Georg Büchner pensou e Pedro Malacas tornou realidade. Popo subiu ao palco no teatro de bolso em Coimbra, mas também no teatro A Comuna, em Lisboa, na abertura do FATAL 2009.
No seu longo percurso de 72 anos, esta casa sempre apostou na formação de jovens artistas, grupos trabalhadores e coesos, futuros profissionais competentes, no fundo seres humanos mais conscientes. Consciência do eu e do outro, que nasce da aprendizagem, da partilha, da escuta e da tolerância.
Nascem assim em 2010 mais alguns TEUCquianos que nos apresentam: "Narrativa fidedigna da grande catástrofe ocorrida no Teatro Baquet", com encenação de Carlos Marques e Dramaturgia de Rui Pina Coelho. Queimamos o Teatro dentro de um teatro. Um novo ciclo se inicia, com a passagem derradeira pela prova de fogo. Para que o nosso teatro nunca morra, é preciso que o Teatro renasça das cinzas.
Em 2018 o Curso de Formação constrói como exercício final uma co-criação com encenação de Rita Morais chamada `Arquitetura dos Pássaros`, espetáculo experimentalista e existencialista. Esse espetáculo nasce a partir da inserção do TEUC na XXI edição da Semana Cultural de Coimbra que lançou o tema `As Casas` a partir do poema de Rui Belo. O grupo decidiu trabalhar os conceitos de `Casa-corpo`: o corpo como o espaço e a casa que habito, e a `Casa` propriamente dita no seu sentido mais íntimo e privado - e o atravessar das tecnologias e daquilo que é público. O Espetáculo contou com o desenho de Luz de Jorge Ribeiro, e sonoplastia de Sónia Baptista e participou do FATAL em 2018. 
No segundo semestre de 2019 o TEUC estreia o espetáculo `Stabat Mater`, de António Tarantino com encenação e adaptação de Ana Teresa Santos. O espetáculo participa do FATAL e MITEU. 
No primeiro semestre de 2020, com o curso de formação a decorrer, o TEUC monta o espetáculo `Sr.Barqueiro`- uma construção colectiva com Direcção de Rafaela Bidarra. O espetáculo contava com Jorge Ribeiro no Desenho de Luz, Diogo Lobo e Nuno Brás na Sonoplastia e 5 atrizes em palco. Agora na XXII edição da Semana Cultural de Coimbra, o tema do espetáculo era `Ousadias` e contava com uma junção de texto-corpo abordando temas polêmicos e considerados tabus. A estreia estava prevista para 12 de Março de 2020 e não ocorreu devido ao COVID-19. 